# 香港中文大學校友會聯會張煊昌中學
香港中文大學校友會聯會張煊昌中學（英語：CUHKFAA Thomas Cheung Secondary School）為香港元朗區天水圍新市鎮一所津貼中學，於1991年創辦。

## 歷史
早於1979年，香港中文大學校友會聯會已倡議申辦中學，但由於先前並無辦學經驗，加上捐款及辦學團體註冊等問題而不果。七年後，該會再次申辦此校，並獲中大校董會主席利國偉捐贈50萬元啟始資金；而有關申請則延至1990年10月15日才獲政府受理，並獲批出現址校舍，成為中大校友會開辦的首間中學。
1991年9月，此校借用路德會西門英才中學重置校舍率先開課，首屆僅招收8班中一，直至翌年才遷入現址永久校舍。
由於獲中大聯合書院校友、太平洋保險公司創辦人張煊昌捐款贊助250萬元，此校遂冠名為「張煊昌中學」。。

## 校舍
此校為一所1988年版中學靈活式校舍，佔地7,000平方米，設26間課室及各種特別室。
校舍工程綑綁於天瑞邨第三期的建築合約內，由瑞安承建有限公司承建，於1992年中連同東華三院姚達之紀念小學（元朗）重置校舍先期完工，較住宅樓宇早半年竣工交付。

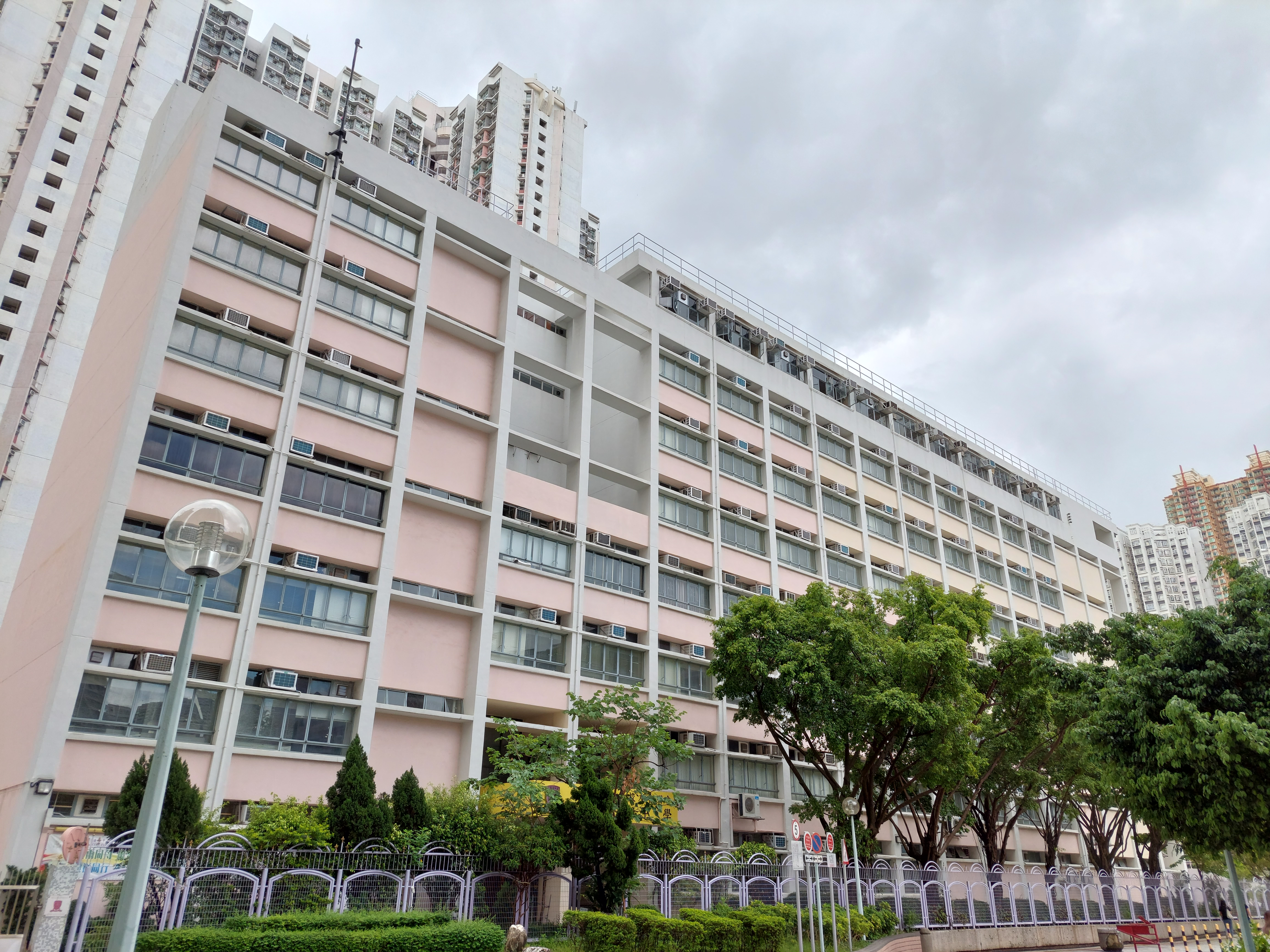
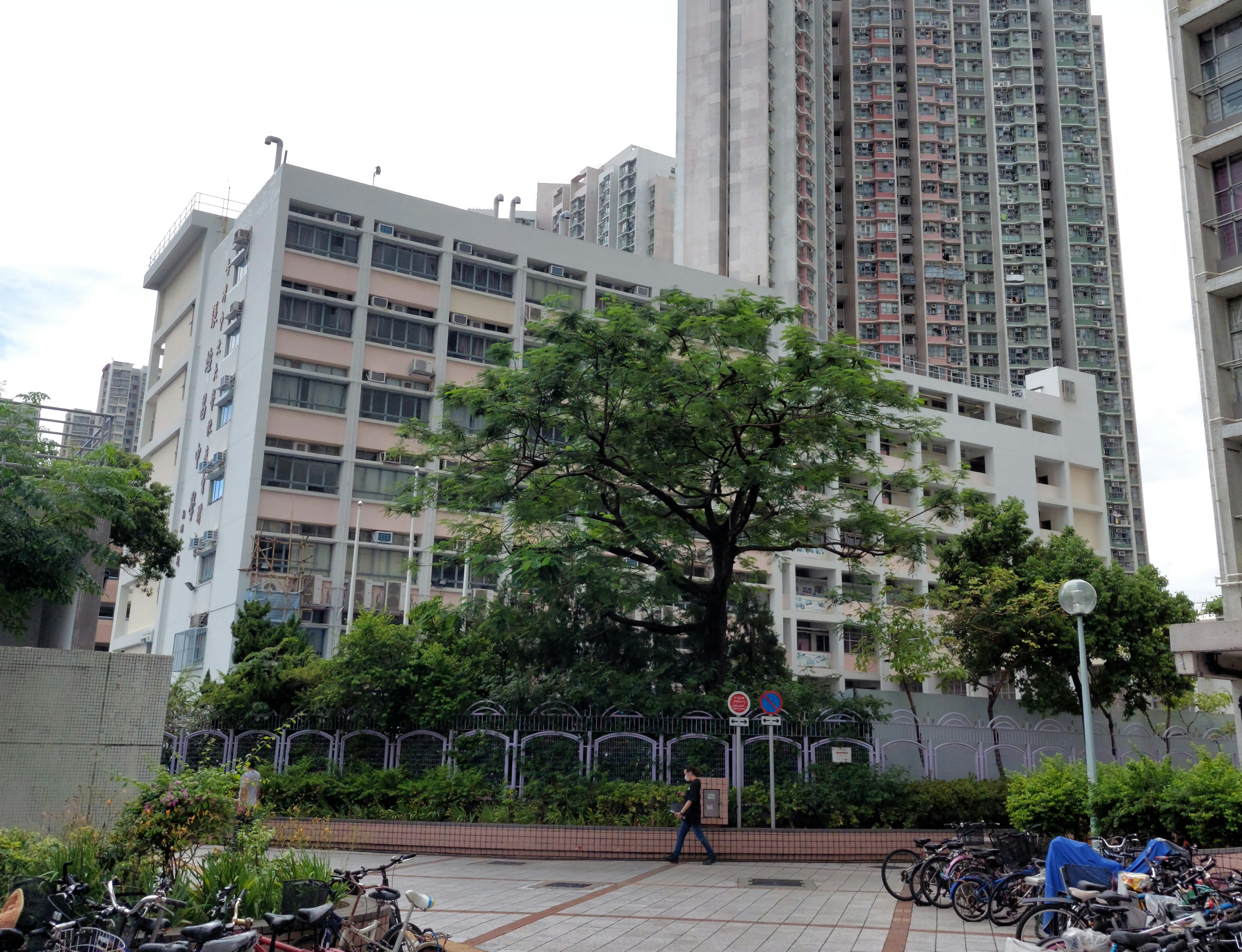
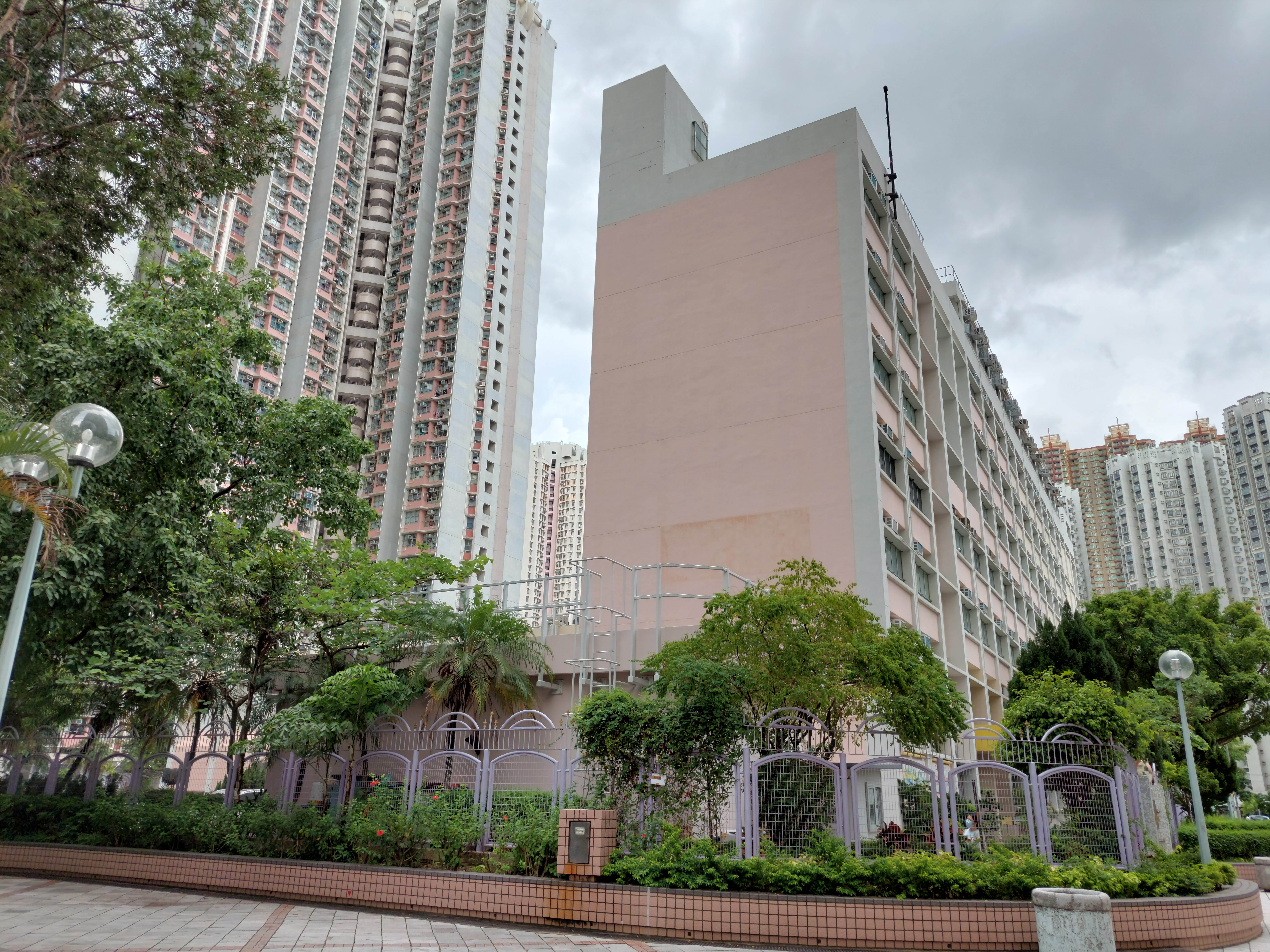

## 歷任管治人員

### 校監
- 李金鐘先生（1991年-2001年，創校校監）[9]
- 殷巧兒女士，MH，JP[7]（2001年-2018年）
- 黃世照先生（2019年-2023年）
- 張福英女士（2023年起，現任校監）

### 校長
- 張文燊先生（1991年-1999年，創校校長）[10]
- 伍德基先生（1999年-2020年）
- 梁國豪先生（2020年起，現任校長）

## 著名人物

### 前任教職員
- 陳壇丹：沙田區議會議員（沙田西選區）[11]；曾任職此校英文科教師[12]

### 校友
- 鄺俊宇（1998年中三肄業）：前立法會議員（區議會（第二））、元朗區議會議員、小說作家、音樂人[13]
- 何兆麟：前香港單車代表隊成員
- 楊淑妍：前香港青年單車代表隊成員
- 區明妙：香港女演員

## 註解
1. ↑  2021/22年度[1]
2. ↑  2020/21年度[2]

## 外部連結
- 香港中文大學校友會聯會張煊昌中學官方網站 （页面存档备份，存于）